# T.E.V.I.N.
TEVIN is het debuutalbum van de Amerikaanse popartiest Tevin Campbell en werd uitgebracht in 1991. Het album werd als een enkele cd en in een gelimiteerde oplage als dubbelelpee uitgebracht.